# Роланд Раценбергер
Роланд Раценбергер (на немски: Roland Ratzenberger) е австрийски пилот от Формула 1. Роден е на 4 юли 1960 година в Залцбург.
Раценбергер започва да се състезава във Формула Форд през 1983 г. и през 1985 г. печели първенствата в Австрия и Централна Европа.
Загива 33-годишен на 30 април 1994 в квалификацията за Голямата награда на Сан Марино, след челен удар в предпазната ограда (с около 300 км/ч). На следващия ден по време на самото състезание загива и трикратният шампион Айртон Сена.

## Формула 1
- Най-високо класиране – 11-и
- Най-висока стартова позиция – 26-и
- 1994 – без класиране в световния шампионат